# Goseki Kojima
Goseki Kojima (小島剛夕, Kojima Gōseki) fou un autor de còmics japonés, creador junt amb el guionista Kazuo Koike de sèries de manga d'època com Kozure Ōkami («llop solitari») o Hanzō no Mon, per la qual cosa eren coneguts com «el Duo Daurat».
Originari de la prefectura de Mie, Kojima es formà com a dibuixant i pintor de cartells; només acabar la Segona Guerra Mundial es mudà a Tòquio, on treballà com a dibuixant de teatre de paper kamishibai i d'historietes per al mercat de lloguer kashi-bon, abans d'estrenar-se en el manga amb Onmitsū yureijo (1957), Yagyū ningun (1959) i unes adaptacions de novel·les clàssiques, Chōhen dai roman (1961-67); el 1967 publicà la seua primera sèrie periòdica, Dojinki, i començà la sèrie Oboro junincho en la revista Shukan Manga Action.
El 1970 començà la seua col·laboració amb Koike en la sèrie Kozure Ōkami, novel·lada en Manga Action fins 1967 i publicada parcialment en anglés com a Lone Wolf and Cub (First Comics, 1987): abans ja havia influït en autors occidentals com Frank Miller, el qual els entrevistà el mateix any de la publicació a l'Amèrica del Nord. En l'entrevista, Kojima reconeix com a influències les pintures suiboku-ga de Gyokudo Kawai i el cinema occidental.
El Duo Daurat creà altres sèries com Kawaite soro, Kubikiri Asa, Hanzō no mon, Bohachi bushido o Tatamidori Kasajirō: en esta última, obra derivada de Kozure Ōkami i Asa, els protagonistes són dos policies rurals i llur ajudant en el Japó del segle xix.
El 1994, Goseki esdevingué editor consultiu d'una revista nova, Manga Japan, en la qual exercí de mentor per als autors més jóvens; durant els últims anys, es dedicà a adaptar a novel·la gràfica algunes pel·lícules del seu director preferit, Akira Kurosawa.
El 2004 li fon atorgat un Eisner Award a títol pòstum.